# 邁克·羅德森

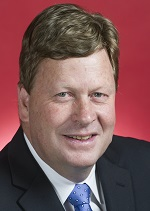
摄于2010年

邁克·羅德森（Michael Ronaldson，1954年2月13日—）是一位澳洲政治人物，他的黨籍是澳洲自由黨。自2005年開始，他是代表維多利亞州的澳大利亞參議院議員之一。在2013年至2015年，他擔任澳洲特殊部部長。